# LSWR S15 class
LSWR S15 class — тип товарного паровоза с осевой формулой 2-3-0, разработанный главным инженером Лондонской и Юго-Западной железной дороги (LSWR) Робертом Ури на основе его же паровозов H15 class и N15 class. Постройка паровозов этого типа шла несколькими партиями между 1920 и 1936 годами. На LSWR первые экземпляры водили товарные поезда к портам южного побережья и на запад к Эксетеру, а иногда и пассажирские поезда вместе с N15 class.
После укрупнения британских железных дорог в 1923 году главным инженером тяги объединённой Southern Railway стал Ричард Манселл, который увеличил парк паровозов S15 class до 45 единиц. Манселл произвёл несколько модификаций, в том числе в паровом контуре, и уменьшил габарит, чтобы ввести эти паровозы на линии с ограничениями по ширине и высоте. Этих паровозов на Истлейском заводе построили три партии.
Паровозы S15 и после национализации британских железных дорог проработали до 1966 года, от утилизации сохранено 7 единиц, которые находятся на исторических железных дорогах в разной степени реставрации. Прозвище англ. Goods Arthurs — Артур-товарный — дано за конструктивное сходство с пассажирским паровозом N15 class «Король Артур».

## Предпосылки
Во время Первой мировой войны руководство LSWR осознавало потребность в современном мощном товарном паровозе для поездов из Лондона на юго-запад в Портсмут, Уэймут и Саутгемптон. Также необходимы были паровозы для скорых товарных поездов, доставлявших в Лондон такие скоропортящиеся продукты как молоко. Роберт Ури воспользовался возможностью продолжить разработку своего H15 class с приспособлением его конструкции к нуждам товарного движения, из чего и получился заказ S15, который дал обозначение всему типу.

## Постройка
| Год  | Заказ | Количество | Номера       | Примечания                                   |
| ---- | ----- | ---------- | ------------ | -------------------------------------------- |
| 1920 | S15   | 5          | 497-501      |                                              |
| 1920 | A16   | 5          | 502-506      |                                              |
| 1920 | C16   | 5          | 507-511      |                                              |
| 1921 | E16   | 5          | 496, 512—515 |                                              |
| 1927 | E90   | 10         | 823-832      |                                              |
| 1927 | E158  | 5          | 833-837      |                                              |
| 1936 | E630  | 10         | 838-847      | последняя партия 2-3-0 для Southern Railway. |

### Первые партии
Паровоз стал третьей разработкой Ури для LSWR. В общих чертах он был спроектирован в течение Первой мировой войны, и в нём был учтён опыт эксплуатации паровозов H15 class, который должен был стать стандартным локомотивом дороги. Чтобы сэкономить на обслуживании и ремонте, в S15 были применены детали, взаимозаменяемые с пассажирским N15 class «Король Артур». Котёл, цилиндры и парораспределительный механизм были между ними унифицированы, причём на S15 и N15 котёл был конический, в отличие от цилиндрического у H15. Наибольшим различием был диаметр ведущих колёс: у товарного паровоза он меньше, что позволяет развить большее тяговое усилие за счёт меньшей скорости.
К маю 1921 года работали уже 16 паровозов, главным образом, вблизи Лондона, в том числе на новой сортировочной станции Фелтэм. Несмотря на успех конструкции Ури, после объединения дорог в 1923 году в неё были внесены изменения.

### Паровозы Манселла (1927-28)
После вливания LSWR в Южную железную дорогу Ури ушёл в отставку с поста главного инженера тяги, а главным инженером-механиком дороги стал Ричард Манселл. Манселл пересмотрел машину S15, в результате чего постройка очередной партии задержалась. После опытной эксплуатации паровоза с модифицированной машиной, оказалось, что Манселл сделал хороший паровоз ещё лучше. После этого руководство дороги разрешило постройку следующих партий модифицированных паровозов.
Манселл поднял давление пара со 180 фунтов на кв. дюйм (1,24 МПа) до 200 фунтов на кв. дюйм (1,38 МПа), уменьшив диаметр цилидров на полдюйма. Он переделал кабину, чтобы она вписывалась в более тесный габарит, и кабина получилась эшфордского типа, более характерная для паровозов железной дороги Лондона, Брайтона и Южного побережья, у которой, в отличие от кабины Драммонда, воспринятой Ури, не было свесов крыши над боковыми стенками, и конструкция была цельнометаллической. Эта кабина была разработана в качестве стандартной в 1904 году Ричардом Дили для Мидлендской дороги, и в числе других мидлендских черт её привнёс на юг главный конструктор Джеймс Клэйтон, перешедший в 1914 году на Эшфордский паровозостроительный завод Юго-Восточной дороги. Этот тип кабины стал на Южной железной дороге стандартным.
Также Манселл увеличил ход золотника и ширину паропроводов, чтобы улучшить наполнение цилиндров. В 1927 году по обновлённому проекту было построено 15 паровозов, некоторые из которых были сцеплены с трёхосными тендерами ёмкостью 18 тонн для работы на центральном участке Южной железной дороги, где поворотные круги были маловаты для четырёхосных тендеров Ури с 23-тонными баками, с которыми паровозы работали на длинных перегонах западного региона дороги. Предпринятые Ури и Манселлом усилия по стандартизации оправдались, потому что при ремонтах тендеры и взаимозаменяемые запчасти стали с лёгкостью переставлять с паровоза на паровоз, в том числе между разными типами.

### Третья партия (1936)
В связи с отличными результатами эксплуатации паровозов, модифицированных Манселлом, в 1931 году была заказана третья партия, что, к сожалению, наложилось на спад железнодорожных перевозок из-за Великой депрессии, и поэтому последние паровозы были достроены только к 1936 году. На паровозах этой партии были сделаны последние модификации по уменьшению веса и установлены, как и на остальных паровозах, дефлекторы дыма, улучшающие видимость для поездной бригады при движении с высокими скоростями.

## Эксплуатация
После модификаций Манселла паровозы S15 среди локомотивных бригад считались лучшими товарными паровозами для тяжёлых ночных поездов, курсировавших между Эксетером, Саутгемптоном и станцией у Девяти Вязов. Также S15 неплохо водили и пассажирские поезда, когда в праздничный пик случался недостаток пассажирских паровозов. Паровозы как Ури, так и Манселла большую часть жизни проработали на западном участке Southern Railway. Для удобства обслуживания и ремонта все паровозы Ури, имевшие меньшее давление пара, базировались в товарном депо в Фелтэме, манселловские были там же, а ещё на станциях Эксмут-узловая, Хайзер Грин и Солсбери, демонстрируя свою универсальность.
В ноябре 1941 года паровозы № 496—499 были переданы Большой Западной железной дороге, на которой сильно возросли объёмы перевозок. В марте-июле 1943 года паровозы вернулись обратно.
S15 пережили своих старших братьев N15 «Король Артур» благодаря своим грузопассажирским способностям. Последним был списан манселловский S15 № 30837, который в январе 1966 года вернулся в Фелтэм для прощального тура.
| Год  | На начало года | Списано | Номера                                                     | Примечания                     |
| ---- | -------------- | ------- | ---------------------------------------------------------- | ------------------------------ |
| 1962 | 45             | 4       | 30502/04-05, 30826                                         |                                |
| 1963 | 41             | 18      | 30496-98, 30500-01/03/07-11/13-15, 30829/31/45-46          |                                |
| 1964 | 23             | 17      | 30499, 30506/12, 30823/25/27-28/30/32/34-36/40-41/43-44/47 | 30512 — последний паровоз LSWR |
| 1965 | 6              | 6       | 30824/33/37-39/42                                          |                                |

## Происшествия
Летом 1946 года паровоз № 502 с товарным поездом допустил проезд запрещающего сигнала и был сброшен сбрасывающим остряком на станции Уоллерс-Эш (Гэмпшир).

## Сохранение
Семь паровозов S15 (два Ури и пять манселловских) были выкуплены у базы металлолома братьев Вудхэм (Барри, долина Гламорган, Южный Уэльс) и находятся на различных исторических железных дорогах. Только № 499 и 830 ещё не были ходовыми экспонатами. Из остальных пяти три даже работали на главном ходу.
| Номер | Номер | Фото | Построен     | Списан      | Срок службы    | Базируется                    | Владелец                               | Состояние                              | Примечания |
| SR    | BR    | Фото | Построен     | Списан      | Срок службы    | Базируется                    | Владелец                               | Состояние                              | Примечания |
| ----- | ----- | ---- | ------------ | ----------- | -------------- | ----------------------------- | -------------------------------------- | -------------------------------------- | --- |
| 499   | 30499 |      | май 1920     | январь 1964 | 43 г. 8 мес.   | Mid-Hants Railway             | Urie Locomotive Society.               | На реставрации.                        | Будет восстановлен в первоначальном облике LSWR.                                                                                  |
| 506   | 30506 |      | октябрь 1920 | январь 1964 | 43 г. 3 мес.   | Mid-Hants Railway             | Urie Locomotive Society.               | На ходу, сертификат котла до 2029 года | На ходу со 2 июня 2019 года после продлившегося 18 лет ремонта с заменой передней рамы.                                           |
| 825   | 30825 |      | июнь 1927    | январь 1964 | 36 лет 9 мес.  | North Yorkshire Moors Railway | Essex Locomotive Society               | На ходу, сертификат котла до 2029 года | На ходу с сентября 2019 года, годен для работы на главном ходу (между Уитби и Гросмонтом и Баттерсби). Котёл и тендер от № 30841. |
| 828   | 30828 |      | июль 1927    | январь 1964 | 36 лет 6 мес.  | Watercress Line               | Eastleigh Railway Preservation Society | Проходит ремонт.                       | После реставрации носит имя Harry A Frith.                                                                                        |
| 830   | 30830 |      | август 1927  | июль 1964   | 36 лет 11 мес. | North Yorkshire Moors Railway | Essex Locomotive Society               | Ожидает реставрации                    | Обычно стоял на Bluebell Railway.                                                                                                 |
| 841   | 30841 |      | июль 1936    | январь 1964 | 27 лет 6 мес.  | North Yorkshire Moors Railway | Essex Locomotive Society               | Разобран на запчасти                   | Котёл и тендер на № 825. Рама хранится у Гросмонта. После реставрации носил имя Greene King.                                      |
| 847   | 30847 |      | декабрь 1936 | январь 1964 | 27 лет 1 мес.  | Bluebell Railway              | Maunsell Locomotive Society            | Не на ходу                             | Снимался в фильмах Goodbye Christopher Robin (2017) и Christopher Robin (2018).                                                   |

## Окраска и нумерация

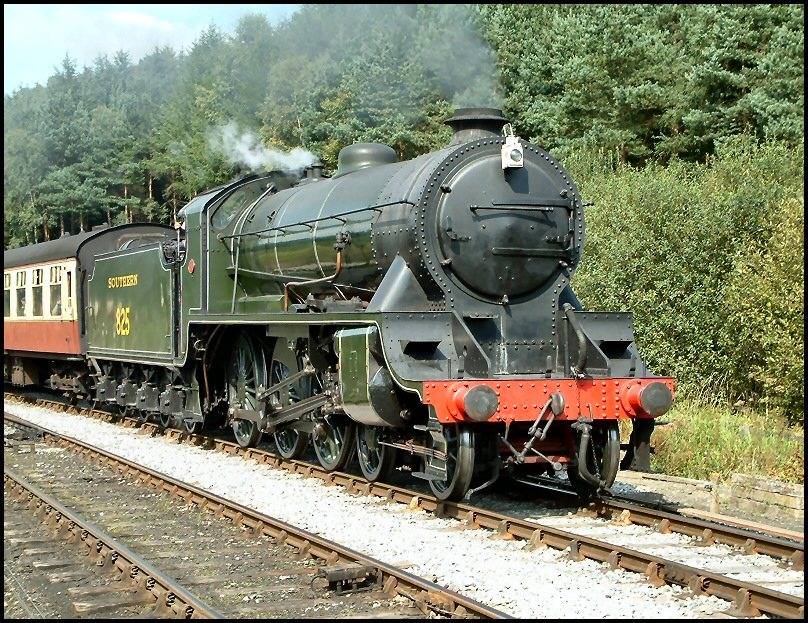
№ 825 приближается к станции Льюишем исторической North Yorkshire Moors railway

На LSWR паровозы S15 были окрашены в позднюю тёмно-зелёную (падуб) грузовую ливрею с чёрными и светло-зелёными каёмками филёнок. Название дороги и номер паровоза золотистыми буквами наносились на борт тендера и кабины соответственно.
Первая ливрея Южной дороги совпадала со схемой LSWR, кроме того, что номер стали наносить на тендер. С 1925 года введена тёмно-оливковая окраска, в которую перекрасили все паровозы этого типа. Колёса были зелёные с чёрными бандажами, на бортах кабин появились овальные литые чугунные таблички с надписью Southern Railway по контуру и номером посередине. На тендере надпись Southern и номер паровоза наносили жёлтым цветом оттенка примулы. С 1927 года паровозы Манселла выходили в чёрной краске с зелёными каёмками филёнок, в которой они проходили с небольшими изменениями до национализации.
Перед Второй мировой войной Оливер Буллид сменил цвет надписи и номера на солнечно-жёлтый, в годы войны к буквам и цифрам добавилась тёмно-зелёная тень, но после войны тень убрали.
После национализации и переходного периода British Railways перекрасили паровозы в свою чёрную товарную ливрею без филёнок, с номером на борту кабины и эмблемой BR на тендере. Первоначально к номерам паровозов добавили букву S впереди, затем перенумерованы по стандарту в 30496-30515 для паровозов Ури, 30823-30837 — второй партии, 30838-30847 — третьей.

## Внешние ссылки
- Urie/Maunsell S15 class 4-6-0 Southern E-Group
- Class S15 Details at Rail UK